# Nico Tortorella
Nico Tortorella (Wilmette, 30 de julho de 1988) é um ator e modelo estadunidense.

## Biografia
De ascendência italiana, Tortorella nasceu na localidade de Wilmette, no Illinois. Formou-se no ensino médio na New Trier High School. Tem um irmão chamado Rocco, que é um cineasta e fotógrafo.
Nico atuou como o supermodel Cole Shepherd no curta-metragem de drama da The CW, A Beautiful Life. Co-estrelou os três primeiros episódios da ABC Family o drama Make It or Break It interpretando o personagem Razor. Reprisando seu papel em janeiro de 2010. 
Tortorella também teve o papel de Tobias no filme de 2010 dirigido por Joel Schumacher no filme Twelve.
Em junho de 2010, no papel de Trevor no filme de terror Pânico 4, que foi lançado em 15 de abril de 2011. Chegou a receber o convite para estrelar o filme independente The Lowenfish Party, mas este foi cancelado. Em 2013, participou da primeira temporada da série The Following, como Jacob Wells.
Em 2014, começou a filmar a série Eye Candy, da MTV, mas Casey Jon Deidrick lhe substituiu.
Atualmente, estrela a série Younger no canal TV Land, que estreou no dia 24 de Fevereiro de 2015, onde interpreta Josh.

## Vida pessoal
Em uma entrevista ao New York Post, em junho de 2016, Tortorella declarou-se gênero-fluido, e recentemente Nico começou a utilizar pronomes neutros (they/them). Mais tarde identificou-se como bissexual em uma entrevista a Vulture em 30 de outubro de 2016. Nico também é demissexual e de sexualidade fluida.
Nico tem um casamento não-monogâmico desde 2018 com Bethany C. Meyers, com quem se relaciona desde 2007.

## Filmografia
| Filmes      | Filmes                               | Filmes                | Filmes                 |
| Ano         | Filme                                | Papel                 | Notas                  |
| ----------- | ------------------------------------ | --------------------- | ---------------------- |
| 2010        | Twelve: Vidas Sem Rumo               | Tobias                | Completo               |
| 2011        | Scream 4                             | Trevor Sheldon        | Completo               |
| 2011        | Reféns                               | Jake                  | Completo               |
| 2013        | O Estranho Thomas                    | Polícial Simon Varner | Completo               |
| 2016        | Mamma Dallas                         | Jesse                 | Pré-Produção           |
| 2019        | Fluidity                             | Matt                  | Completo               |
| Televisão   |                                      |                       |                        |
| Ano         | Título                               | Papel                 | Notas                  |
| 2009        | Make It or Break It                  | Razor                 | 7 episodios            |
| 2009        | The Beautiful Life                   | Cole Shepherd         | 5 episódios            |
| 2013        | The Following                        | Jacob Wells           | 14 episódios           |
| 2015 - 2021 | Younger                              | Josh                  | 36 episódios           |
| 2018        | RuPaul's Drag Race                   | Autorretratação       | Episode "Tap That App" |
| 2020        | RuPaul's Secrety Celebrity Drag Race | Autorretratação       | Episode 1              |
| 2020        | Legendary                            | Autorretratação       | Jurado Convidado       |